# 더 헌터 (2004년 영화)
《더 헌터》(스페인어: Romasanta, la caza de la bestia)는 스페인, 영국, 이탈리아에서 제작된 파코 플라사 감독의 2004년 공포 영화이다. 줄리언 샌즈 등이 출연하였고, 훌리오 페르난데스 등이 제작에 참여하였다.

## 출연진
- 줄리언 샌즈
- 엘사 파타키
- 존 섀리언
- 데이비드 갠트
- 가리 피케르
- 마루 발디비엘소
- 루나 막기
- 카를로스 레이그
- 이바나 바케로

## 기타 제작진
- 라인 제작: 테레사 헤파엘, 호세 루이스 히메네스
- 공동 제작: 알베르트 마르티네스 마르틴
- 배역: 페프 아르멩골, 캐럴 L. 더들리
- 의상: 소니아 그란데